# Thomaston (Georgia)
Thomaston is een plaats (city) in de Amerikaanse staat Georgia, en valt bestuurlijk gezien onder Upson County.

## Demografie
Bij de volkstelling in 2000 werd het aantal inwoners vastgesteld op 9411.
In 2006 is het aantal inwoners door het United States Census Bureau geschat op 9140, een daling van 271 (-2.9%).

## Geografie
Volgens het United States Census Bureau beslaat de plaats een oppervlakte van
23,8 km², waarvan 23,4 km² land en 0,4 km² water. Thomaston ligt op ongeveer 213 m boven zeeniveau.

## Plaatsen in de nabije omgeving
De onderstaande figuur toont nabijgelegen plaatsen in een straal van 20 km rond Thomaston.